# Medice, cura te ipsum
 Medice, cura te ipsum лат. (изговор: медике, кура те ипсум). Љекару, излијечи себе. (Свети Лука)

## Поријекло изреке
Изреку изрекао свети   апостол  и  јеванђелиста  Лука.

## Тумачење
Изрека каже да љекар, прије него помогне другом, своје умијеће треба да покаже лијечећи себе.

## Изрека данас
Данас, у времену вјековног искуства и учења  медицине,  науке са свим својим  дисциплинама, је изрека, наравно,  анахрона. Завршени љекар прије него што би имао потребу да медицину  примјени на себи, доказујући исправност лијечења, има на располагању цијелокупну медицинску науку, као  егзактну  потврду ваљаности својих метода.